# 华北军政干部学校
华北军政干部学校，也可称为华北军政干部训练所，是一所培养中国共产党革命干部的学校，前身为朱瑞在河南新乡设立的豫北师管区军政干部培训班。它不仅是中共晋冀鲁豫根据地史册里记述的“边区第一所以吸收知识分子为对象的干部学校”，也被誉为“中共在晋冀鲁豫地区开办的第一所抗大式干部学校”。
1937年12月，学校从河南新乡迁往山西晋城崇实中学（现晋城一中），刘子超任校长，学校后再迁驻陵川，改名为八路军晋南干校，朱瑞任校长。华北军政干部学校在抗日战争和第二次国共内战期间为中共培养了大量干部，旧址惜已不存。